# Bruno Bellone
Bruno Bellone (Tolone, 14 marzo 1962) è un ex calciatore francese, di ruolo ala.

## Carriera
Ha collezionato 34 presenze e 2 reti in Nazionale maggiore tra il 1981 e il 1988, una di queste al 90° della finale del Campionato europeo di calcio 1984 contro la Spagna. Calciò il tiro di rigore al termine del quarto di finale contro il Brasile nel campionato mondiale del 1986 in Messico che contribuì al passaggio in semifinale della nazionale transalpina: il pallone, rientrato in campo dopo aver colpito il palo, carambolava sulla schiena del portiere avversario per poi terminare in rete. L'International Football Association Board nel 1987 chiarì definitivamente la regolarità del gol così convalidato.
Ha fatto parte anche della spedizione mondiale del 1982, oltre a quella del 1986, concluse rispettivamente con un quarto e un terzo posto. Una serie di infortuni gli interruppe la carriera a 28 anni.

## Palmarès

### Club

#### Competizioni nazionali
- Campionato francese: 1

Monaco: 1981-1982
- Coppa di Francia: 1

Monaco: 1984-1985
- Supercoppa francese: 1

Monaco: 1985

#### Competizioni internazionali
- Coppa delle Alpi: 3

Monaco: 1980, 1984, 1985

### Nazionale
- Campionato d'Europa: 1

Francia: 1984